# بسگیت
latitudeبسگیتlongitudeبسگیت
بسگیت (به انگلیسی: Bathgate) یک منطقهٔ مسکونی در اسکاتلند است که در لوتیان غربی واقع شده است.

## خصوصیات
بسگیت ۱۵٬۰۶۸ نفر جمعیت دارد.